# Пономаренко, Александр Анатольевич
Алекса́ндр Анато́льевич Пономаре́нко (род. 27 октября 1964, Белогорск, Крымская область) — российский предприниматель и инвестор в сфере транспортной инфраструктуры и коммерческой недвижимости, входит в список лучших российских руководителей.
Председатель совета директоров АО «Международный аэропорт Шереметьево» (2016—2022), ранее — председатель совета директоров ОАО «Новороссийский морской торговый порт». Доктор экономических наук (2001). Входит в список бизнес-лидеров страны в рейтинге «Топ-1000 российских менеджеров» по версии Ассоциации менеджеров и ИД «Коммерсантъ» в 2019, 2020, 2021 году.
С 2022 года находится под персональными санкциями Европейского союза и США. Сразу после введения санкций Александр Пономаренко принял решение отказаться от поста председателя совета директоров аэропорта «Шереметьево».

## Ранние годы. Образование
Александр Пономаренко родился 27 октября 1964 года в Крыму в городе Белогорске.
С детства увлекался спортом: сначала мини-футболом и лёгкой атлетикой, а с третьего класса активно занимался боксом. К концу 1980-х — кандидат в мастера спорта СССР по боксу, был чемпионом Украины по боксу среди юниоров.
В 1982 году, сразу по окончании школы, поступил на факультет физической культуры и спорта Симферопольского государственного университета на кафедру физического воспитания.
В 1983—1985 годах проходил воинскую службу по призыву в частях ВДВ (отсрочка студентам в то время была отменена).
После увольнения в запас вернулся в университет и в 1988 году окончил его с квалификацией «преподаватель физкультуры» (в некоторых источниках ошибочно указано об окончании физического факультета).

## Научная деятельность
В 1997 году по окончании Государственной академии управления имени Серго Орджоникидзе в Москве стал кандидатом экономических наук, тема диссертации — «Государственное регулирование среднего и малого бизнеса на примере Москвы».
В 1992—1998 годах работал главным научным сотрудником, а затем проректором в АНО «Международный институт корпорации» в Москве.
В 2001 году защитил диссертацию на соискание учёной степени доктора экономических наук в московской Академии труда и социальных отношений. Тема — «Государственное регулирование интегрированных корпоративных систем».

## Бизнес
В 1987—1992 годах Александр Пономаренко вместе с равноправным партнёром Александром Скоробогатько занимался многопрофильным предпринимательством в Крыму, организовав, в частности, производство строительных материалов, полиэтиленовых пакетов, парфюмерной продукции и другого.

### Банковское дело
В конце 1991 года Александр Пономаренко переехал в Москву и решил заняться банковским бизнесом. В 1993 году Александр Пономаренко вместе с партнёром стали совладельцами небольшого корпоративного банка «Ялосбанк», в котором у них на двоих было 40 % акций. Однако команда Александра Пономаренко и команда собственников, которой принадлежали оставшиеся 60 % «Ялосбанка», разошлись во взглядах на стратегию развития банка. Позже предправления «Русского Генерального Банка» (РГБ), доктор экономических наук, профессор экономического факультета РГГУ Валерий Аксёнов вспоминал об этом в газете «Ведомости»:

«Две команды собственников — две разные стратегии. Партнёры — нефтяники и металлурги — готовы были выдавать более рискованные кредиты, что, разумеется, более доходно. Но стратегия Пономаренко была менее рискованной. В итоге он с командой ушёл».
Вскоре после ухода команды Александра Пономаренко «Ялосбанк» обанкротился, а предприниматель вместе с партнёром стали соучредителями «Русского Генерального Банка» (РГБ). По данным «Интерфакс-ЦЭА», в 1998 году РГБ занимал 96-е место по величине активов, а в 1999 году поднялся до 62-го.
В 1998 году Александр Пономаренко на год стал вице-президентом банка «Никойл», а с 2000 по 2005 год занимал пост председателя совета директоров АКБ «Русский Генеральный Банк». В начале 2000-х Пономаренко и Скоробогатько приняли решение создать на основе специализированного корпоративного РГБ универсальный банк со значимым розничным направлением. С этой целью они приобрели несколько розничных банков, в частности «Банк инвестиций и сбережений», и присоединили их к «Русскому Генеральному Банку», что позволило сформировать развитую сеть отделений, особенно в Москве. В результате консолидации был создан «Инвестсбербанк».
В 2006 году «Инвестсбербанк», активы которого составили 24,8 млрд рублей, был приобретён венгерским OTP Bank. На момент продажи, по данным «Интерфакс-ЦЭА», он занимал 48-е место в России. Сумма сделки, как пишут «Ведомости», составила $477 млн, при том что совокупные инвестиции в создание «Инвестсбербанка» оценивались тогда в $100 млн за 3,5 года, предшествовавшие смене собственника. В 2007 году Пономаренко оставил пост председателя совета директоров «Инвестсбербанка», который занимал с 2005 года.

### Стивидорныйбизнес
С 1998 года Александр Пономаренко вместе с партнёром начали покупать акции и активно инвестировать средства в Новороссийский морской торговый порт (НМТП) и связанные стивидорные компании. В отличие от прежних основных акционеров порта (например, «Никойла»), этот проект стал для двух партнёров профильным бизнесом.
В 2003 году Александр Пономаренко стал членом совета директоров, а с 2004 по 2011 год — председателем совета директоров ОАО «Новороссийский морской торговый порт». Александр Пономаренко регулярно инициировал серьёзные инвестиционные проекты внутри НМТП, развивал инфраструктуру порта, модернизируя и расширяя его терминалы. В частности, по решению совета директоров НМТП, председателем которого был Александр Пономаренко, были вложены значительные инвестиции в зерновой терминал, реконструкцию порта, расширение пирсов, строительство нового резервуарного парка и др. Под руководством Александра Пономаренко грузооборот НМТП с 2002 по 2010 годы вырос с 63 до 82 миллионов тонн, а инфраструктура порта была заметно обновлена и модернизирована.
К 2006 году под контролем дискреционного траста, в который Александр Пономаренко и его партнер передали активы, оказалось 63,36 % акций НМТП (были выкуплены доли нескольких более мелких акционеров), и в ноябре 2007 года состоялось IPO компании на Лондонской фондовой бирже, ММВБ и РТС. Тогда было размещено 20 % акций и рынок оценил НМТП в $4,9 млрд, что оказалось сравнимо с портом китайского Шанхая. После IPO доля траста снизилась до 50,1 %, было выручено около $930 млн.
Весной 2008 года владельцами 10 % акций Новороссийского морского торгового порта стали компании Аркадия Ротенберга. В начале 2011 года контрольный пакет ОАО «НМТП» был продан консорциуму ОАО «Транснефть» и группы «Сумма» Зиявудина Магомедова, а траст вышел из числа собственников порта. В интервью газете «Ведомости» Магомедов сообщил, что 50,1 % акций НМТП обошлись в $2–2,5 млрд.

### Наружная реклама
С 2003 года Александр Пономаренко, наряду с владельцем АФК «Система» Владимиром Евтушенковым, стал одним из основных бенефициаров агентства наружной рекламы «Олимп», заключившего крупный многолетний контракт с правительством Москвы на размещение рекламы в метрополитене города.
К середине 2000-х годов «Олимп», по данным отчётности по РСБУ, занимал тогда почти 7 % этого рынка. По данным «СПАРК-Интерфакса», в 2003 году выручка «Олимпа» составляла $29,6 млн, в 2004-м — превысила $38,8 млн.
Пономаренко, согласно расчётам AdIndex, через доверенных лиц контролировал до 55 % компании. Газета «Коммерсантъ» оценивала его долю выше, в 62,5 %. В ноябре 2005 года из состава учредителей «Олимпа» вышли все структуры «Системы». Летом 2008 года это рекламное агентство приобрело компанию «Рекарт 31», обладавшую контрактом с ГУП «Мосгортранс» на размещение рекламы более чем на 5,7 тыс. остановочных павильонах общественного транспорта Москвы.
Договор правительства Москвы с «Олимпом» закончился в июне 2011 года и не был продлён. Спустя год завершились и контрактные отношения «Мосгортранса» с агентством «Рекарт 31». В это время структурам, аффилированным с Александром Пономаренко, принадлежало 62,5 % объединённой компании. Выручка ООО «Олимп» в 2003—2011 годах составила около $564 млн, чистая прибыль — $132 млн. «Коммерсантъ» предполагает, что Александр Пономаренко мог выручить из этого проекта совокупно до $82 млн.

### Девелопмент
Значимую часть средств от продажи НМТП дискреционный траст инвестировал в строительство и эксплуатацию торгово-развлекательных комплексов в крупных российских городах.
В 2012 году был учреждён TPS Real Estate Holding (ранее называвшийся Grand Mall Development) с уставным капиталом $1,5 млрд, 66,6 % в котором принадлежали трасту, а 33,3 % — косвенно Аркадию Ротенбергу. Оперативное управление российскими активами осуществляла ОАО «ТПС Недвижимость», председателем совета директоров которой в период с 2012 по 2022 был Александр Пономаренко.
Среди основных активов этой компании — ТРК «Галерея Краснодар», «Галерея Новосибирск», «Моремолл» в Сочи, «Океания» и «Хорошо» в Москве и др. В планах — доведение количества подобных центров в России до 15, их совокупную площадь до 2 млн м², а профильные инвестиции до $3 млрд. В октябре 2016 года на открытии ТЦ «Океания» Александр Пономаренко рассказывал журналу Forbes:

Мы занимаемся только торговыми центрами. Наша стратегия — строить современные торговые комплексы в центральной части инвестиционно-привлекательных городов. Это непростая стратегия, но думаю, мы выбрали её не зря, и мы не идём в этом на компромисс.

В конце 2014 года Аркадий Ротенберг вышел из капитала TPS Real Estate Holding, продав свою долю (33,33 %) сыну, Игорю Ротенбергу. По данным «СПАРК-Интерфакс», выручка АО «ТПС Недвижимость» в 2015 году составила 11,1 млрд рублей.
В июне 2023 года Федеральная антимонопольная служба (ФАС) разрешила компании «ТПС Реал Эстейт холдинг Лимитед» приобрести 100% долей компании «Мирс» (ТРЦ Columbus).

### Аэропорт «Шереметьево»
В 2013 году дискреционный траст, в который Александр Пономаренко и его партнеры передали активы (65,22 % акций), а также Аркадий Ротенберг (34,78 %), учредили совместный проект TPS Avia Holding для инвестиций в инфраструктуру международного аэропорта «Шереметьево», самого крупного в России. Этот фонд образовал дочерний холдинг ООО «Шереметьево Холдинг», председателем совета директоров которого в период с 2015 по 2020 годы был Александр Пономаренко.
В сентябре 2013 года TPS Avia Holding Ltd. одержала победу в открытом конкурсе, объявленном АО «Международный аэропорт „Шереметьево“» (АО «МАШ») на подбор инвестора для развития Северного терминального комплекса (СТК) аэропорта. Конкурс проходил при участии международных инвестиционных банков Morgan Stanley и JP Morgan. Совместная компания стала единственной, кто предложил исключительно собственные средства для инвестиций: строительства нового терминала B на 20 млн пассажиров в год, строительства грузового терминала, третьего топливно-заправочного комплекса (ТЗК) и подземного тоннеля, соединяющего северную и южную (терминалы D, E и F) зоны аэропорта. Общий объём инвестиций TPS Avia Holding Ltd. в развитие инфраструктуры аэропорта «Шереметьево» составит $840 млн, ожидаемый срок окупаемости после ввода в эксплуатацию — 9—10 лет.
В феврале 2016 года компания «Шереметьево Холдинг» консолидировала 68,44 % аэропорта «Шереметьево». Остальные 31,56 % консолидированного АО «Аэропорт „Шереметьево“» принадлежат Росимуществу.
С июня 2016 Александр Пономаренко занимал пост председателя совета директоров оператора аэропорта — АО «Международный аэропорт „Шереметьево“» (ООО «Шереметьево-Холдинг» — 65,99 %, Росимущество — 30,43 %, ПАО «Аэрофлот» — 2,43 %, ООО «ВЭБ-Капитал» — 1,05 %).
1 марта 2022 года Александр Пономаренко, попавший под санкции Евросоюза, ушел в отставку с поста председателя совета директоров аэропорта «Шереметьево» и вышел из совета директоров компании.

## Санкции
28 февраля 2022 года, из-за вторжения России на Украину, Пономаренко попал под санкции стран Евросоюза. Согласно журналу Евросоюза, обоснование санкций заключается тесных связях Пономаренко «с другими олигархами, связанными с Владимиром Путиным», главой Крыма Сергеем Аксёновым, а также в причастности к финансированию дворцового комплекса под Геленджиком. Сам Пономаренко эти связи отрицал. В апреле 2022 года, из-за введённых санкций, Кипр отозвал «золотой паспорт» Пономаренко и членов его семьи, лишив их гражданства.
19 апреля 2022 года Пономаренко внесён в санкционный список Канады «элит и близких соратников режима» за его «соучастие в неоправданном вторжении России в Украину».
С 15 марта 2022 года находится под санкциями Великобритании против российских олигархов и членов их семей. 2 августа 2022 года попал в санкционный список США «против элит и компаний в секторах экономики, приносящих значительный доход российскому режиму». 19 октября 2022 года попал под санкции Украины так как «он активно поддерживал материально или финансово российские лица, ответственные за аннексию Крыма и дестабилизацию Украины».
По аналогичным основаниям Пономаренко был включён в санкционные списки Австралии, Швейцарии и Новой Зеландии. Ранее Пономаренко был внесён ФБК в список коррупционеров и разжигателей войны, отмечая, что «он заключил фиктивную сделку по покупке дворца Путина, чтобы скрыть настоящего владельца».

## Личное состояние
С 2008 года Александр Пономаренко входит в рейтинг самых богатых людей мира 'The World`s Billionaires' по версии журнала Forbes, а также в рейтинг российского журнала Forbes «Богатейшие бизнесмены России», занимая следующие места:
| Год  | В мире | В России | Состояние |
| ---- | ------ | -------- | --------- |
| 2008 | №843   | №68      | $1,5 млрд |
| 2009 | —      | №43      | $0,8 млрд |
| 2010 | №880   | №59      | $1,1 млрд |
| 2011 | №736   | №57      | $1,7 млрд |

| Год  | В мире | В России | Состояние |
| ---- | ------ | -------- | --------- |
| 2012 | №764   | №58      | $1,7 млрд |
| 2013 | №704   | №49      | $2,1 млрд |
| 2014 | №764   | №43      | $2,3 млрд |
| 2015 | №782   | №39      | $2,4 млрд |

| Год  | В мире | В России | Состояние |
| ---- | ------ | -------- | --------- |
| 2016 | №771   | №39      | $2,3 млрд |
| 2017 | №660   | №37      | $3,0 млрд |
| 2018 | №679   | №33      | $3,4 млрд |
| 2019 |        | №36      | $3,2 млрд |

| Год  | В мире | В России | Состояние |
| ---- | ------ | -------- | --------- |
| 2020 | №590   | №31      | $3,3 млрд |
| 2021 |        |          |           |
| 2022 |        |          |           |
| 2023 |        | №53      | $2,6 млрд |

## Частная жизнь
Александр Пономаренко — приверженец здорового образа жизни. Предпочитает избегать публичности. Любит охоту. Последние несколько лет увлекается дистанционными конными пробегами. Бронзовый призёр турнира Отрада Endurance Cup 2020. Коллекционирует живопись, книги про охоту.
Не женат, трое детей.